# Тітовка (Печензький район)
Тітовка (рос. Титовка) — селище у Печензькому районі Мурманської області Російської Федерації.
Населення становить 1 особу. Орган місцевого самоврядування — Корзуновське сільське поселення .

## Населення
| 2002 | 2010 |
| ---- | ---- |
| 33   | ↘1   |